# Блиох, Иван Станиславович
Иван Станиславович Блиох (или Блох; также известен как пол. Jan Gotlib Bloch, нем. Johann von Bloch, фр. Jean de Bloch, Ivan Bliokh; 1836, Радом — 1902, Варшава) — русский банкир, концессионер железных дорог в Российской империи, меценат, учёный-экономист, деятель международного движения за мир.

## Биография
Родился в Радоме в еврейской семье. Его отец Селим (Соломон Филиппович) Блиох (1790—?), уроженец Лезно, в 1827 году стал владельцем хлопчатобумажной фабрики в доме Старошинского в Радоме; мать — Фридерика Наймарк (1803—1879). В 1851 году Блиох переехал в Варшаву, где закончил реальное училище и некоторое время работал управляющим имением в Подольской губернии. Работал в банке Теплица в Варшаве, затем переехал в Петербург. Здесь он перешел в кальвинизм. Окончил Берлинский университет.
В конце 1860-х годов занялся железнодорожными концессиями и явился организатором ряда железнодорожных предприятий, кредитных и страховых учреждений, принимал близкое участие в делах «Главного общества российских железных дорог». Был назначен членом учёного комитета министерства финансов. 22 ноября 1883 года возведён в дворянское достоинство.
С 1897 года Блиох участвовал в работе Еврейского колонизационного общества (ЕКО) в России и щедро его субсидировал. Он проявил интерес к сионизму и стал другом Т. Герцля. По просьбе Герцля в 1899 году Блиох помог добиться разрешения властей на свободную продажу в России акций Еврейского колониального банка. С 1864 года начал публиковать научные труды по экономическим вопросам организации путей сообщения.
Под именем Блиоха вышло несколько многотомных трудов, а также большое количество статей о железных дорогах, финансах и экономических вопросах. Наиболее известна вышедшая в 1898 году книга: «Будущая война и её экономические последствия». В ней он пришел к следующим выводам:
- Новая военная техника (бездымный порох, скорострельные винтовки, пулемёты) приведёт к снижению важности штыковых и кавалерийских атак. Война будет позиционной, с большим преимуществом обороняющихся перед наступающими. Возникнут протяженные фронты.
- Из-за своего позиционного характера война затянется на годы и станет войной на истощение приводящей к большому напряжению промышленности и финансов воюющих стран. Из-за этого возрастет вероятность возникновения голода, эпидемий и революций.

Книга приобрела большую популярность по всей Европе. Блиох не был официальным российским представителем на созванной Николаем II Гаагской конференции 1899 г. (официальным представителем был дипломат Ф.Ф.Мартенс), но он был допущен к участию в конференции в качестве наблюдателя. За свою работу Блиох вместе с Ф. Ф. Мартенсом и Николаем II был номинирован на Нобелевскую премию мира. В последние годы жизни занимался вопросами экономического и правового положения евреев в черте оседлости, для чего создал группу исследователей под руководством А. П. Субботина для сбора и обработки статистических материалов. Пожар в типографии уничтожил эту книгу, за исключением 25 экземпляров; исследование не было перепечатано, и оно стало библиографической редкостью; широкой публике содержание его известно по изложению Α. П. Субботина («Еврейский вопрос в его правильном освещении» в «Еврейск. Библиотеке», т. X, а также отдельной книжкой), принимавшего участие в трудах Блиоха. 
В мемуарах Сергея Витте утверждается:

Все его ученые труды писались не им, а писались различными писателями и специалистами за деньги, которые он им платил. Сам же Блиох только составлял, и то с помощью своих сотрудников, программу тех трудов, которые он предлагал издавать…— Витте С. Ю. 1849—1894: Детство. Царствования Александра II и Александра III, глава 7 // Воспоминания. — М.: Соцэкгиз, 1960. — Т. 1. — С. 115—120. — 75 000 экз.
В биографической статье о Блиохе в военной энциклопедии Сытина, говорится, что в сборе материалов для книги о войне участвовали офицеры различных европейских армий, в том числе русского генерального штаба, что указывается и в самой книге И. С. Блиоха.

## Семья
В 1862 году женился на Эмилии Кроненберг (1845—1921), дочери врача Генрика Кроненберга (1813—1886) и племяннице своего партнёра по банку Леопольда Кроненберга.
Их дочь Мария (1864—1926) стала женой поэта и драматурга Юзефа Косцельского, дочь Александра (1868—1939) стала женой писателя Юзефа Вейсенгофа, дочь Янина стала женой анатома и цитолога Казимержа Костанецкого, дочь Эмилия (1875—1940) была матерью польского промышленника и политика Яна Голынского. У него был также сын Генрик (1866—1938).
Брат — раввин Йосеф Блох.

## Книги

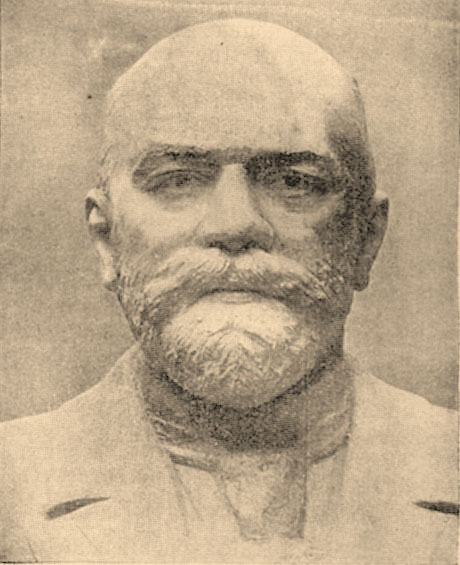
Иван Блиох
(скульптура Габовича)

- «Русские железные дороги» (на русском и французском языках), 1875
- «Труды комиссии по учреждению железнодорожных пенсионных касс» (СПб., 1875)
- «Calculs servant de base pour des Caisses de Retraites» (Варшава, 1875, то же на польском языке)
- «Исследование по вопросам, относящимся к производству, торговле и передвижению скота и скотских продуктов в России и за границей» (1876, с атласом и графиками)
- «Влияние железных дорог на экономическое состояние России» (5 томов, с графическим атласом, СПб., 1878; то же на польском и французском языках).
- «О взимании русскими железными дорогами провозных плат в металлической валюте» (1877)
- «Финансы России XIX столетия» (4 тома, 1882) на сайте Руниверс
- «О сельскохозяйственном мелиорационном кредите в России и иностранных государствах»
- «Будущая война и её экономические последствия» (6 томов и 1 том картограмм; издано также на польском, немецком, французском и английском языках). Том 1. Том 2. Том 3. Том 4. Том 6.
- «Сравнение материального и нравственного благосостояния губерний западных, великороссийских и привислинских»
- «Les ouvrages statistico-economiques 1875—1900»

### На польском
- «Фабричная промышленность Царства Польского»
- «Земля и её задолженность в Царстве Польском»
- «Статистика Царства Польского».